# Indian Women's League 2017-2018
La Indian Women's League 2017-2018, chiamata ufficialmente 2017-2018 Hero Indian Women's League per ragioni di sponsorizzazione, è stata la seconda edizione di uno dei principali campionati del calcio indiano femminile, con 13 squadre partecipanti. La stagione è iniziata il 25 novembre 2017 e s'è conclusa il 14 aprile 2018, con la prima vittoria per il Rising Student's Club.

## Squadre partecipanti e allenatori

### Squadre partecipanti, stadi e sponsor
| Club                   | Stagione | Città               | Stadio |
| ---------------------- | -------- | ------------------- | ------ |
| Baroda                 | dettagli | Vadodara            |        |
| Capital Complex        | dettagli | Naharlagun          |        |
| Chandney Sporting      | dettagli | Bengala occidentale |        |
| Eastern Sporting Union | dettagli | Manipur             |        |
| Hans Women's           | dettagli | Delhi               |        |
| India Rush             | dettagli | Maharashtra         |        |
| Indira Gandhi AS&E     | dettagli | Pondicherry         |        |
| J&K State Sports       | dettagli | Srinagar            |        |
| KRYPHSA                | dettagli | Manipur             |        |
| Rising Student         | dettagli | Cuttack             |        |
| SAI Women              | dettagli |                     |        |
| Sethu                  | dettagli | Madurai             |        |
| United Warriors        | dettagli | Phagwara            |        |

## Calciatori stranieri
| Squadra                | Giocatore 1    | Giocatore 2   | Giocatore 3  |
| ---------------------- | -------------- | ------------- | ------------ |
| Eastern Sporting Union | —              | —             | —            |
| Gokulam Kerala FC      | Fazila Ikwaput | Ritah Nabbosa | —            |
| Indira Gandhi AS&E     | —              | —             | —            |
| KRYPHSA                | —              | —             | —            |
| Rising Student's Club  | —              | —             | —            |
| Rush Soccer            | —              | —             | —            |
| Sethu                  | Tanvie Hans    | Sabina Khatun | Krishna Rani |

## Preliminari

### Gruppo A
|  | Pos. | Squadra                  | Pt | G | V | N | P | GF | GS | DR  |
|  | ---- | ------------------------ | -- | - | - | - | - | -- | -- | --- |
|  | 1.   | Rising Student           | 10 | 4 | 3 | 1 | 0 | 26 | 2  | +24 |
|  | 2.   | Indira Gandhi AS&E       | 9  | 4 | 3 | 0 | 1 | 23 | 4  | +19 |
|  | 3.   | Sethu                    | 7  | 4 | 2 | 1 | 1 | 19 | 6  | +13 |
|  | 4.   | J&K State Sports         | 3  | 4 | 1 | 0 | 3 | 2  | 12 | -10 |
|  | 5.   | Baroda Football          | 0  | 4 | 0 | 0 | 4 | 0  | 46 | -46 |
|  | 6.   | Capital Complex Sporting | 0  | 0 | 0 | 0 | 0 | 0  | 0  | 0   |

Legenda:

      Ammesse alla Seconda Fase
      Ritirate

### Gruppo B
|  | Pos. | Squadra                  | Pt | G | V | N | P | GF | GS | DR  |
|  | ---- | ------------------------ | -- | - | - | - | - | -- | -- | --- |
|  | 1.   | Eastern Sporting Union   | 16 | 6 | 5 | 1 | 0 | 20 | 2  | +18 |
|  | 2.   | KRYPHSA                  | 13 | 6 | 4 | 1 | 1 | 12 | 5  | +7  |
|  | 3.   | United Warriors Sporting | 12 | 6 | 4 | 0 | 2 | 15 | 10 | +5  |
|  | 4.   | Chandney Sporting        | 7  | 6 | 2 | 1 | 3 | 8  | 15 | -7  |
|  | 5.   | Hans Women's             | 5  | 6 | 1 | 2 | 3 | 7  | 11 | -4  |
|  | 6.   | Indian Rush              | 4  | 6 | 1 | 1 | 4 | 5  | 14 | -9  |
|  | 7.   | Sai Women's              | 3  | 6 | 1 | 0 | 5 | 2  | 19 | -17 |

Legenda:

      Ammesse alla Seconda Fase

## Seconda fase
|                  | Pos. | Squadra                | Pt | G | V | N | P | GF | GS | DR  |
| ---------------- | ---- | ---------------------- | -- | - | - | - | - | -- | -- | --- |
|                  | 1.   | KRYPHSA                | 14 | 6 | 4 | 2 | 0 | 24 | 3  | +21 |
|                  | 2.   | Eastern Sporting Union | 14 | 6 | 4 | 2 | 0 | 11 | 5  | +6  |
|                  | 3.   | Sethu                  | 13 | 6 | 4 | 1 | 1 | 11 | 9  | +2  |
| India (bandiera) | 4.   | Rising Student         | 10 | 6 | 3 | 1 | 2 | 11 | 5  | +6  |
|                  | 5.   | Gokulam Kerala         | 4  | 6 | 1 | 1 | 4 | 6  | 12 | -6  |
|                  | 6.   | Indira Gandhi AS&E     | 3  | 6 | 1 | 0 | 5 | 8  | 29 | -21 |
|                  | 7.   | Indian Rush            | 1  | 6 | 0 | 1 | 5 | 4  | 12 | -8  |

Legenda:

       Campionesse dell'Indian Women's League
       Ammesse ai Play-off

## Play-Off

### Tabellone
|  | Semifinali | Semifinali          | Semifinali |                  |       | Finale         | Finale | Finale |  |
|  |            |                     |            |                  |       |                |        |        |  |
|  | 1          | KRYPHSA             | 0 (3)      |                  |       |                |        |        |  |
|  | 1          | KRYPHSA             | 0 (3)      |                  |       |                |        |        |  |
|  | 4          | Raising Student     | 0 (4)      |                  |       |                |        |        |  |
|  | 4          | Raising Student     | 0 (4)      |                  | 1     | Rising Student | 1 (5)  |        |  |
|  |            |                     |            |                  | 1     | Rising Student | 1 (5)  |        |  |
|  |            |                     | 2          | East Sport Union | 1 (4) |                |        |        |  |
|  | 2          | Eastern Sport Union | 2          | East Sport Union | 1 (4) | 2              |        |        |  |
|  | 2          | Eastern Sport Union |            |                  |       |                |        |        |  |
|  | 3          | Sethu               | 0          |                  |       |                |        |        |  |

### Semifinali
| Shillong 12 aprile 2018, ore 11:00 IST | KRYPHSA | 0 – 0 (d.c.r.) (3 - 4) referto | Rising Student | JLN Stadium |

| Shillong 12 aprile 2018, ore 15:00 IST                                     | Eastern Sporting Union | 2 – 0 (d.t.s.) (0 - 0) referto | Senthu | JNL Staidum |
| \| \| \| \| \| Prameshwori Devi 99’ Mandakini Devi 105’ \| Marcatori \| \| |                        |                                |        |             |
|                                                                            |                        |                                |        |             |
| Prameshwori Devi 99’ Mandakini Devi 105’                                   | Marcatori              |                                |        |             |

### Finale
| Nuova Delhi 14 febbraio 2017, ore 14:00 IST | Rising Student | 0 – 0 (d.c.r.) (5 - 4) referto | Eastern Sporting Union | Ambedkar Stadium |

## Premi
| Premio               | Giocatore                                      |
| -------------------- | ---------------------------------------------- |
| Highest Scorer       | Bala Devi (KRYPHSA F.C.)                       |
| Best Goalkeeper      | Panthoi Chanu (Eastern Sporting Union)         |
| Most Valuable Player | Irom Prameshwori Devi (Eastern Sporting Union) |
| Emerging Player      | Dangmei Grace (KRYPHSA F.C.)                   |